# Озаркив, Игорь Игоревич
И́горь И́горевич Озаркив (укр. Ігор Ігорович Озарків; род. 22 января 1992, Жидачов, Львовская область) — украинский футболист, полузащитник. Выступал за юношескую сборную Украины до 19 лет.

## Биография

### Клубная карьера
Начал заниматься футболом в жидачовской ДЮСШ, где его тренером был Владимир Сапуга. Позже Игорь продолжил заниматься футболом в составе школы львовских «Карпат», где тренером был Ярослав Кикоть. В детско-юношеской футбольной лиге Украины выступал с 2005 года по 2009 год за «Карпаты». В 2008 году также играл за Львовское училище физической культуры (УФК). Выступая в ДЮФЛ за «Карпаты» играл в качестве капитана и был одним из лидеров команды. Весной 2007 года на одном из молодёжных турниров Озаркив был назван лучшим полузащитником турнира. В августе 2008 года стал серебряным призёром на международном юношеском турнире Кубок «Карпат», также был признан лучшим полузащитником турнира.
В июне 2009 года закончил выступать в ДЮФЛ и начал выступать за «Карпаты-2». 13 июня 2009 года дебютировал в составе «Карпат-2» во Второй лиге Украины, в последнем 34 туре, сезона 2008/09 в выездном матче против тернопольской «Нивы» (4:3), Озаркив вышел на 63 минуте вместо Станислава Чучмана. Летние сборы в 2009 году провёл в составе «Карпат-2». За «Карпаты-2» провёл всего 13 матчей и забил 1 гол (в ворота «Львова-2») во Второй лиге, в Кубке украинской лиги сыграл 2 игры.
После того, как ему исполнилось 18 лет он подписал свой первый профессиональный контракт, сроком на пять лет. Зимой 2010 года вместе с дублем отправился на сборы в Крым. В феврале 2010 года на Кубке Крымтеплицы дубль «Карпат» занял 5-место, в игре за 6-е место команда уступила по пенальти ялтинскому «Форосу», Озаркив бил первым и не забил гол. 5 марта 2010 года дебютировал в молодёжном первенстве Украины в выездном матче против луганской «Зари» (0:1), Озаркив вышел на 68 минуте вместо Игоря Тистыка. В сезоне 2009/10 дубль «Карпат» стал победителем молодёжного чемпионата, под руководством Романа Толочко, Озаркив в этом сезоне сыграл 10 матчей и забил 2 гола.
Главный тренер «Карпат» Олег Кононов взял Игоря на матч 22 сентября 2010 года, 1/16 финала Кубка Украины против комсомольского «Горняка-Спорт» (0:5), Озаркив всю игру просидел на скамейке запасных и на поле не вышел. В конце сентября 2010 года вместе с основным составом «Карпат» поехал на краткосрочный сбор в Крым. Зимой 2011 года вместе с дублем «Карпат» отправился на сбор в Крым. Озаркив также принял участие в Кубке Крымтеплицы, молодёжный состав «Карпат» занял 4 место. В мае 2011 года Кононов привлёк Игоря к тренировкам с основной командой. 7 мая 2011 года в домашнем матче против киевского «Динамо» (1:2), Озаркив попал в заявку на игру, но на поле не вышел. Всего в молодёжном первенстве сезона 2010/11 провёл 25 игр и забил 2 гола, «Карпаты» заняли 4 место.
Летом 2011 года впервые вместе с основной командой «Карпат» отправился на тренировочный сбор в Австрии. 1 октября 2011 года дебютировал в Премьер-лиге Украины в выездном матче против луцкой «Волыни» (0:2), Озаркив вышел в конце игры в добавленное время вместо Александра Гурули.
В феврале 2014 года стало известно что Игорь до конца года на правах аренды будет играть за ПФК «Александрия».
С сентября 2014 года выступал за тернопольскую «Ниву». 2 февраля 2016 года Озаркив получил статус свободного агента в связи с роспуском тернопольской команды. В августе 2016 года полузащитник перебирается в грузинский ФК Колхети-1913 из города Поти.

### Карьера в сборной
Впервые в юношескую сборную Украины до 19 лет был вызван в декабре 2009 года на два товарищеских матча против Франции. 10 декабря 2009 года дебютировал в составе сборной в матче с Францией (1:1), Озаркив вышел в конце игры в добавленное время вместо Антона Долгова. Позже его также вызвал Александр Головко на Мемориал Валентина Гранаткина, который проходил в Санкт-Петербурге. В своей группе Украина заняла 1 место, обогнав Турцию, Азербайджан и Финляндию и вышла в финал. В финале юношеская сборная Украины уступила России (3:0). На турнире Озаркив сыграл во всех 4 играх и получил 2 жёлтые карточки.
В марте 2010 года сыграл в двух товарищеских играх против сборной Турции. В апреле 2010 года был вызван на турнир Slovakia Cup, где Украина заняла 8 место. После сыграл в товарищеской игре против Швейцарии (2:0) и двух встречах против Ирландии. В сентябре 2010 года выступал на Мемориале Стевана Вилотича в Сербии.
Участвовал в квалификационном раунде чемпионата Европы 2011 среди сборных не старше 19 лет. В своей группе Украина заняла 1 место, обогнав Россию, Данию и Швецию и вышла в элит-раунд. Озаркив сыграл в двух играх, в матче с Россией остался на скамейке запасных. В феврале 2011 года сыграл в товарищеской игре против России (0:1), а в апреле против Эстонии (1:0). В элит-раунде Украина заняла 3 место в своей группе, обогнав Польшу и уступив Италии и Ирландии. Озаркив сыграл только в матче с Италией (1:0).
Всего за юношескую сборную Украины до 19 лет провёл 22 матча, в которых получил 6 жёлтых карточек. Став основным игроком сборной.

## Достижения
- Победитель молодёжного чемпионата Украины (1): 2009/10